# 9641 Demazière
9641 Demazière è un asteroide della fascia principale. Scoperto nel 1994, presenta un'orbita caratterizzata da un semiasse maggiore pari a 2,4530403 UA e da un'eccentricità di 0,1331791, inclinata di 4,75077° rispetto all'eclittica.